# 天主教阿斯塔納總教區
天主教努尔苏丹至聖聖母總教區（拉丁語：Archidioecesis Sanctae Mariae in Astanansis），是羅馬天主教會以哈薩克斯坦首都努尔苏丹為中心的一個總教區。範圍包括努尔苏丹、阿克莫拉州、庫斯塔奈州、巴甫洛達爾州和北哈薩克斯坦州。
1999年8月6日建立宗座署理區。2003年5月17日升格為總教區。下轄卡拉干達、阿拉木圖兩個教區和阿特勞宗座署理區。總主教為多默·佩塔。